# 갈레라스 화산

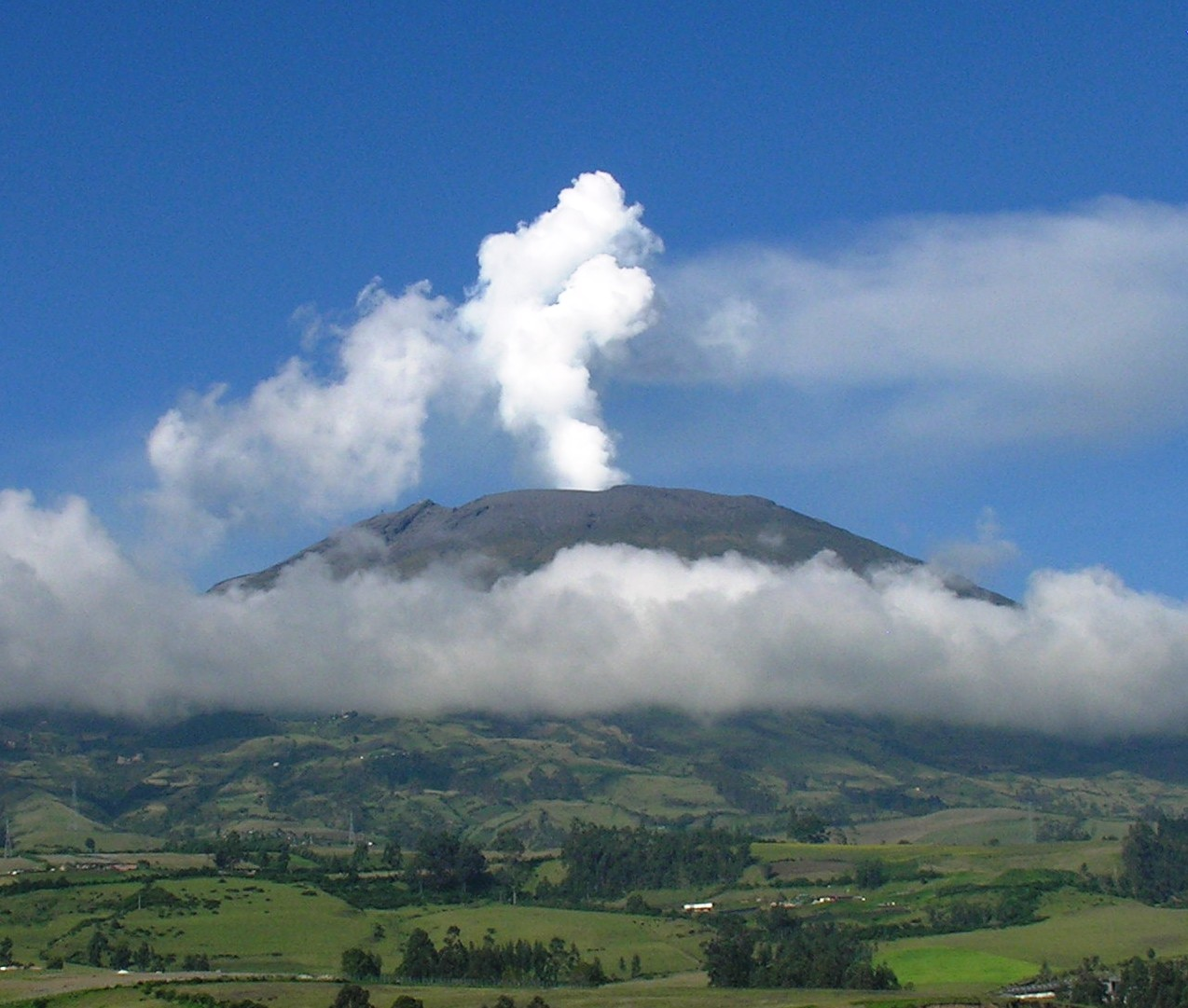

갈레라스(Galeras)화산은, 콜롬비아 나리노에 있는 활화산으로, 성층화산이다. 2010년에 분화하여 용암을 산기슭에 있는 마을 쪽으로 흘려보냈다. 또 다른 폭발이 일어났을 때에는 분화구를 조사하던 화산학자들이 날아가 버리기도 했다. 바로 수증기마그마 폭발이었다. 다행히 1명은 살아남았지만, 큰 부상을 입고 구조되었다.